# Composé intermétallique
Un composé intermétallique, ou semi-métallique, est l'association de métaux ou de métalloïdes par une liaison chimique. Le composé est formé à une composition précise (composé stœchiométrique) ou dans un domaine de composition (composé non stœchiométrique) défini et distinct des domaines de solutions solides composés d'éléments purs. Il se forme également sous certaines conditions de pression et de température.
La structure des intermétalliques est généralement ordonnée, en principe chaque élément occupe des sites particuliers ou possède au moins une préférence pour des sites particuliers. Il y a alternance périodique d'atomes. Les propriétés des intermétalliques (chimiques, physiques, mécaniques, cristallographiques, etc.) sont en discontinuité avec celles des éléments qui le constituent. C'est cette discontinuité des propriétés ainsi que la discontinuité de la composition qui marque la différence entre les alliages et les composés intermétalliques.

## Histoire
Au début du XIXe siècle, lorsque les premières études ont été faites, de nombreux scientifiques ont remarqué que le comportement de certaines compositions d’alliage étaient similaires à celles de composés chimiques ordinaires.
En 1839, Karl Karsten a réalisé la première observation d’un composé intermétallique. À la composition équiatomique d’un alliage de cuivre et de zinc, il remarquait une discontinuité de l’action d’acides et suggérait la formation d’un composé connu aujourd’hui sous le nom de CuZn (β-brass) ou laiton. Durant la deuxième moitié du XIXe siècle, d’autres observations similaires ont été faites avec des changements de comportement dus à des propriétés électriques, mécaniques, magnétiques et chimiques différentes pour certaines stœchiométries.
Le métallurgiste allemand Gustav Heinrich Tammann (en) a permis de montrer l’existence des intermétalliques et a analysé leurs propriétés. Son travail était destiné à généraliser les ensembles binaires et à étudier la nature des phases intermétalliques pour un large nombre de systèmes.
Auparavant, on identifiait un composé intermétallique en faisant des analyses thermiques et des analyses des résidus après attaque chimique. On étudiait également ses propriétés physiques comme la masse volumique, la résistivité, la conductivité thermique, la dureté et le pouvoir thermoélectrique.
Nikolai Kurnakov (en), un métallurgiste russe, contribua à l’approche physico-chimique dans l’analyse des composés par la détermination des diagrammes de phases, facilitant ainsi la compréhension des propriétés des compositions, la nature et la stabilité des intermétalliques.
En 1900, une liste de trente composés intermétalliques de systèmes binaires fut publiée. En 1906, les composés ternaires CdHgNa et Hg2KNa ont été répertoriés avant l'observation de composés ternaires, quaternaires (quatre éléments) et quinaires (cinq éléments). Ces derniers sont souvent issus de substitutions dans des composés ternaires, comme Ce3CuxPt1-xSb4, qui provient de Ce3Pt3Sb4.
Le métallurgiste britannique Desch a été le premier à résumer les résultats des attentes théoriques pour la compréhension de la constitution des composés intermétalliques. Hume-Rothery a contribué à la connaissance d’un large groupe d’intermétalliques. Une des nouvelles tentatives de systématisation d’intermétalliques a été menée par le chimiste allemand Eduard Zintl (en) qui propose la distinction des intermétalliques par rapport à la nature des liaisons qui peuvent être, ioniques, covalentes, métalliques ou une combinaison de ces dernières. Dans les années 1930, il avait travaillé sur les phases de Zintl (en) qui portent son nom.
Les facteurs d’influence de structures reposant sur les principes géométriques ont été étudiés par le scientifique allemand Fritz Laves en 1956 :
- le principe de remplissage de l'espace indique que les métaux auront tendance à adopter la configuration qui leur donne la meilleure coordinence lorsqu'ils cristallisent, c'est-à-dire un arrangement cubique à faces centrées ou hexagonal compact. Dans les phases de Frank-Kasper, ce n'est pas le nombre d'atomes en coordination directe qui est considéré mais plutôt le volume de coordination de chaque atome puisque les structures comportent des atomes de différents volumes ;
- le principe de symétrie indique que si la configuration qui occupe le mieux l'espace n'est pas possible à cause de facteurs comme la température, le métal va adopter la configuration la plus symétrique disponible, c'est-à-dire une coordinence 8 ;
- le principe de connexion indique que les atomes vont former une liaison avec leur plus proche voisin. La liaison formée est dite homogène si les deux atomes sont identiques ou hétérogène s'ils sont différents.

En 1958, Frank et Kasper ont donné leur nom à un type de structures, aussi appelées topologiquement compactes. Cette catégorie contient plusieurs types de structures, comme la structure Cr3Si (A15) ou encore les phases de Laves. Il s'agit de structures au sein desquelles un atome est placé au centre d'un polyèdre irrégulier, constitué de faces uniquement triangulaires.

## Synthèse
Les composés intermétalliques se forment lorsque les atomes de l'alliage ont une forte différence d'électronégativité ; la densité électronique devient alors hétérogène, la liaison n'est plus strictement métallique mais devient partiellement covalente ou ionique.
La synthèse nécessite un niveau de pureté élevé des échantillons métalliques. Suivant leur conditionnement, un premier traitement est effectué pour préparer ces matières. Il peut s’agir d’enlever les traces d’oxydes ou encore de compacter de la poudre métallique dans le but de faciliter les manipulations à venir.

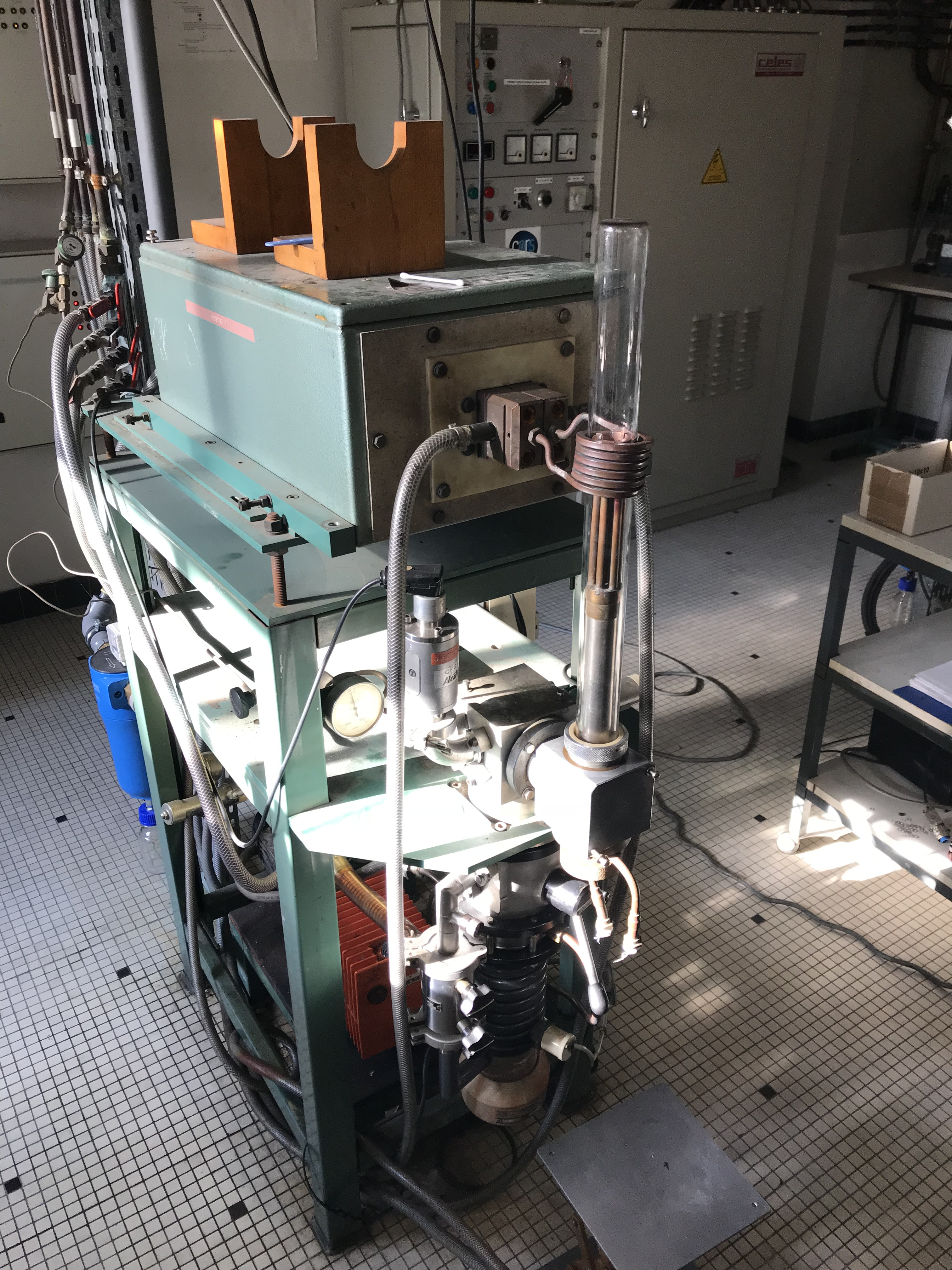
Un four à induction.

De nombreuses méthodes de synthèses existent : la fusion (fusion des métaux) par induction, le broyage mécanique ou encore la métallurgie des poudres.
Pour la fusion par induction, en appliquant un courant alternatif à la bobine, on a une diffusion de chaleur et un système de refroidissement est présent pour éviter la surchauffe de la bobine. Ensuite, on place notre mélange de métaux dans le creuset pour le faire fondre. Enfin, à la fonte du métal, on laisse le mélange s'homogénéiser. Concernant la deuxième technique, l'obtention du composé intermétallique passe par le broyage de plusieurs composés ou d'éléments purs présents sous forme de poudre ayant une taille variable de 1 à 30 micromètres. Cette procédure se passe à basse température. Enfin, avec la métallurgie des poudres, on cherche à obtenir un composé seulement à travers trois étapes : le mélange des poudres, la compression à froid et le frittage. Pour cela, à l'opposé des techniques précédentes, on n'aura pas de fusions mises en jeu.  

## Structure

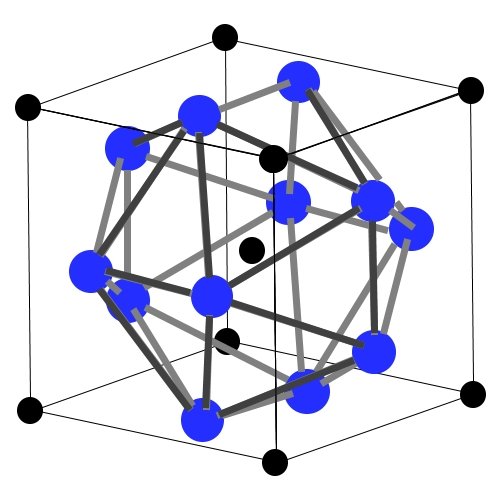
Structure de type (A15) en noir : Si, en bleu : Cr.

À ce jour, plus de 2 600 structures-type ont été découvertes. Certaines peuvent regrouper jusqu'à plusieurs centaines de composés alors que d'autres sont uniques. Certains composés ont une structure relativement simple alors que d'autres ont une maille plus complexe.

### Structure Cr3Si
La structure Cr3Si ou (A15) a été découverte par Boren en 1933. Cette structure se présente souvent avec la stœchiométrie A3B et appartient au groupe d'espace Pm3n et contient huit atomes par maille. Les positions des atomes de la structure sont les suivantes :
- deux atomes B en position 2a : (0, 0, 0) et (½, ½, ½) ;
- six atomes A en position 6c : (¼, 0, ½) ; (½, ¼, 0) ; (0, ½, ¼) ; (¾,0, ½) ; (½, ¾,0) ; (0, ½, ¾)[6],[7].

### Structure CaCu5
Il s'agit d'une structure hexagonale dont les atomes occupent les positions suivantes :
- (A) 1a (0, 0, 0)
- (B) 2c (⅔, ⅓,0) et (⅓, ⅔, 0)

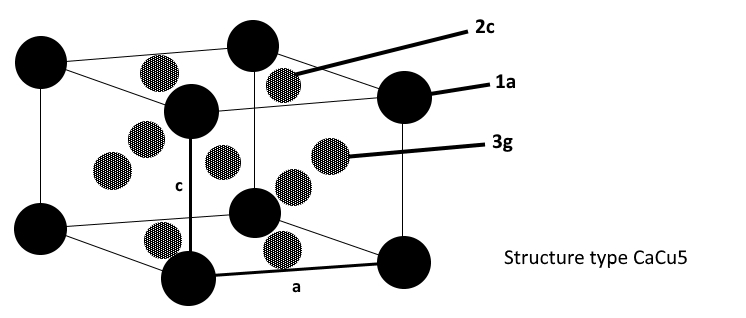
Structure de type, en gris : Cu, en noir : Ca.

- (B) 3g (0, ½, ½), (½, 0, ½) et (½, ½, ½)[8],[9].

L'élément A peut être une terre rare, un actinide, un alcalin ou encore un alcalino-terreux, tandis que l'élément B est un métal de transition de la série des 3d (Fe, Co, Ni, Cu, Zn), 4d (Rh, Pd, Ag) ou 5d (Ir,Pt, Au).
Une centaine de composés binaires cristallisent sous cette forme. Une propriété commune pour la plupart de ces composés est le stockage de l'hydrogène. On peut citer l'exemple du Lanthane-nickel particulièrement performant pour l'absorption d'hydrogène.

### Structure des phases de Laves

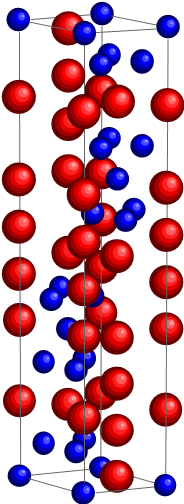
Structure de type W6Fe7 avec Fe en bleu et W en rouge.

Les phases de Laves (en) possèdent une stœchiométrie AB2 et cristallisent dans trois structures :
- MgCu2 (cubique) ;
- MgZn2 (hexagonale) ;
- MgNi2 (hexagonale).

Ces structures correspondent à des empilements compacts pour un rapport RA/RB=1.225,

#### Structure MgCu2
Les atomes B s'arrangent en tétraèdres et chaque tétraèdre est joint par les sommets. Ensuite, les atomes A vont s'organiser dans les espaces libres des tétraèdres et vont former un réseau de type diamant. Il y a donc 8 atomes A et 16 atomes B donc 24 atomes par maille et 8 motifs AB2 par maille. Le réseau est cubique à faces centrées et le groupe d'espace de la structure est Fd3m,,.

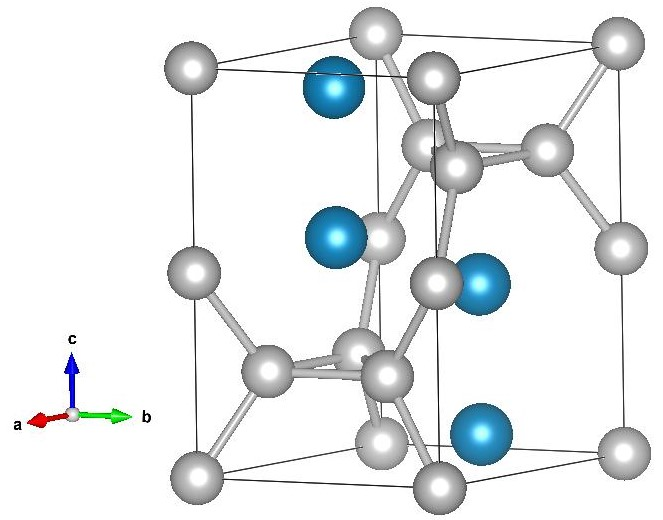
Structure de type avec Mg en bleu et Zn en gris.

#### Structure MgZn2
Les atomes B s'arrangent en tétraèdres mais les tétraèdres sont cette fois-ci alternativement joints par les sommets et les bases. Le réseau est hexagonal, de paramètre c/a = 1,633 et de groupe d'espace P63/mmc. Il y a maintenant 4 motifs par maille,,.

#### Structure MgNi2
La structure MgNi2 est aussi hexagonale comme celle du MgZn2 (en) mais avec une maille doublée selon l'axe c. Le groupe d'espace reste inchangé : P63/mmc mais cependant, le paramètre c/a est doublé et vaut 3,266,,.

## Domaines d'application

### Des revêtements adaptés: les turbines à gaz
À la suite de la synthèse, les composés intermétalliques n'étaient présents que sous forme de précipités dans des alliages plus complexes (par exemple dans les super-alliages à base nickel comme les Inconel). Ces précipités jouent notamment un rôle important dans le renforcement mécanique des alliages par durcissement structural. Par la suite, ces phases ont été isolées, caractérisées, et ont été utilisées à partir des années 1960 comme constituant principal de pièces et non plus comme phase secondaire.
Certains intermétalliques, par exemple Ni3Al, possèdent de hautes résistances mécaniques à haute température grâce à la structure cristalline ordonnée. La structure ordonnée présente des propriétés supérieures à température élevée en raison de la surstructure ordonnée à longue distance, qui réduit la mobilité de dislocations et les processus de diffusion à des températures élevées. Cette propriété le rend idéal pour des applications spéciales comme les couches de revêtement dans les turbines à gaz et les moteurs à réaction.

### Supraconducteurs

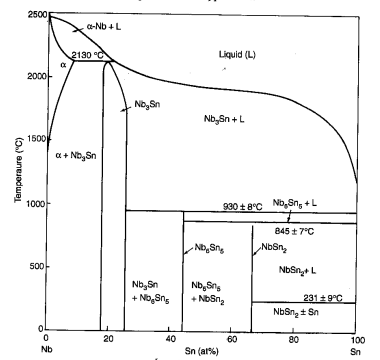
Composé intermétallique Nb_{3}Sn.

Certains intermétalliques possèdent de très bonnes propriétés magnétiques et plus particulièrement des propriétés supraconductrices : c'est le cas du Nb3Sn et du niobium-titane supraconducteurs à −270 °C. Ils sont notamment utilisés dans le projet ITER, qui nécessite plus de 10 000 tonnes de systèmes supraconducteurs afin de générer le champ magnétique qui va créer, confiner et modeler le plasma à l'intérieur du tokamak. Le niobium-étain est utilisé pour les bobines de champ toroïdal et pour le solénoïde central et le niobium-titane est, lui, utilisé pour les bobines de champ poloïdal 13,14[Quoi ?].
L'amélioration du LHC, aussi appelée LHC à haute luminosité (HL-LHC), prévoit d'atteindre des luminosités instantanées cinq fois supérieures à celles obtenues actuellement grâce à l'utilisation de champs magnétiques allant jusqu'à 12 T. Pour cela, il faut développer des aimants supraconducteurs capables de générer des champs magnétiques de plus de 10 T. C'est donc l’élément niobium-étain qui a été choisi au détriment du niobium-titane car il génère des champs magnétiques inférieurs à 10 T. On utilise des câbles de Nb3Sn pour les bobines des aimants du HL-LHC. Cependant il faut former ces câbles avec des filaments en Nb3Sn et les enrouler en bobines. La solution finale est de créer des bobines en forme trapézoïdale pour avoir une densité de courant plus élevée 15[Quoi ?].

### Stockage de l'hydrogène
Alternative aux ressources fossiles, l’hydrogène apparaît comme un vecteur énergétique d’avenir. Une partie des composés intermétalliques intervient dans cette filière, en particulier dans le stockage par voie solide.
Trois types de composés intermétalliques conviennent pour ce procédé. Il s’agit de composés stœchiométriques définis divisés comme suit :
- les types AB ;
- les phases de Laves de type AB2 ;
- les phases de Haucke de type AB5 comme le composé LaNi5.

Dans le cas des phases de Haucke, l’hydrogène se localise dans les sites tétraédriques.

### Alliages à mémoire de forme: biomédical
Avec ses propriétés diverses comme la résistance à la corrosion ou encore son mécanisme de déformation, le composé TiNi se rapproche énormément des tissus humains. L'obtention de ces propriétés est dû à une transformation cristallographique à une température ambiante : on a ainsi un alliage à mémoire de forme. Cependant, un problème subsiste et notamment lors d'un séjour prolongé dans le corps humain. En effet, l'instabilité chimique et mécanique dû à l'hydrogène présent dans le corps entraîne la perte de sa qualité première : d'être un alliage à mémoire de forme. 
De nombreuses recherches sont en cours pour trouver une solution et plusieurs domaines d'applications pourront en bénéficier : l'orthopédie, l'orthodontie, etc.